# 普拉纳尔图 (巴伊亚州)
普拉纳尔图（葡萄牙語：Planalto）是巴西巴伊亚州的一个市镇。总面积722.987平方公里，总人口20380人，人口密度28.2人/平方公里。